# Stylops nudae
Stylops nudae är en insektsart som beskrevs av Pierce 1911. Stylops nudae ingår i släktet Stylops och familjen stekelvridvingar. Inga underarter finns listade i Catalogue of Life.